# Thomas Carlyle
Thomas Carlyle, född 4 december 1795 i Ecclefechan, Dumfriesshire, Skottland, död 5 februari 1881 i London, var en skotsk historiker och författare. 
Carlyles internationellt sett mest kända verk är Franska revolutionen (originaltitel: The French Revolution: A History), en personligt skriven skildring av franska revolutionen som gavs ut 1837 och senare översatts till ett antal språk.

## Biografi

### Bakgrund
Carlyle studerade vid universitetet i Edinburgh och försörjde sig sedan som folkskollärare och senare som informator. Han skaffade sig omfattande kunskaper om tysk skönlitteratur och filosofi och blev med tiden en av Englands främste kännare av tysk romantik. Bland annat skrev han en omfattande biografi om Schiller och översatte Goethes Wilhelm Meisters Lehrjahre.
År 1821 genomgick han en andlig kris som gav honom sömnlösa nätter, men som på sikt stärkte honom och fick honom att tro på en gudomlig världsordning.

### Giftermål,Franska revolutionen
År 1826 gifte han sig med Jane Baillie Welsh (1801–1866) och bosatte sig på hennes gård i Craigenputtock i en ödslig del på den skotska landsbygden. Där skrev han den delvis självbiografiska och i England mycket högt uppskattade Sartor resartus (1836) där han beskriver sina religiösa tvivel.
Carlyle gjorde sig ett namn genom Franska revolutionen (1837), som är hans internationellt sett mest kända verk. Verket i tre band kom till efter att John Stuart Mill av tidsskäl fått lämna ifrån sig detta skrivaruppdrag. Den första varianten av manuset till det första bandet förkom, enligt uppgift på grund av en hushållerska hos Mill som tagit det för lumppapper och av misstag bränt upp det.
Åren 1837–1840 gav han en rad föreläsningar, bland annat Om hjältar och hjältedyrkan. Han skrev även flera pamfletter, såsom Letters and Speeches of Cromwell (1845), där han angrep liberalismen. Åren 1858–1865 skrev han sitt omfattande verk om Fredrik den store (History of Frederick the Great).
1865 utsågs han till rektor för universitet i Edinburgh, som var en av de främsta hedersbetygelser man kunde få i Skottland på den tiden. Hans installationstal fick stor genomslagskraft och ledde till att hans böcker blev mycket efterfrågade.

### Senare år
Efter hustruns bortgång 1866 läste han hennes dagböcker. Han upptäckte då till sin stora sorg att han, genom att mer eller mindre ha varit en arbetsnarkoman, hade gjort hennes liv glädjefattigt. I dagböckerna framgår att hon under hela deras äktenskap känt sig mer eller mindre försummad.
Han sammanfattade sitt liv i Reminiscences (som utgavs efter hans bortgång), där han beskriver han sig själv ur en ofördelaktig dager. Bland annat kunde han inte förlåta sig själv för att ha negligerat sin hustru och hennes önskemål.

## Betydelse
Carlyles historiska verk kännetecknas av stark inlevelse vad gäller såväl miljö som personer och är stundtals sarkastiska. Hans inflytande i engelskt kulturliv var mycket stort och författare som Browning, Dickens, Ruskin och Thackeray har starkt påverkats av honom.
Det hus i London på Cheyne Row i Chelsea där han bodde är sedan 1886 museum.

## Verk (på svenska)
- Franska revolutionen (The French Revolution) (översättning Otto Wilhelm Ålund, Seelig, 1884–1885)
- Om hjältar, hjältedyrkan och hjältebragder i historien (On Heroes, Hero-Worship, and The Heroic in History) (översättning Ellen Ryding, 1901)
- Forntid och nutid (Past and Present) (översättning Ellen Ryding, Geber, 1902)
- Sartor Resartus (översättning Ellen Ryding, Geber, 1903)
- Arbeta och förtvifla icke!: lefvande ord ur Thomas Carlyles arbeten (valda och öfversatta af Ellen Ryding, Geber, 1906)
- Den franska revolutionen (The French Revolution) (översättning Alf Ahlberg, Natur och kultur, 1930–1931)